# Turdina becuda gorjablanca
La turdina becuda gorjablanca (Napothera pasquieri) és un ocell de la família dels pel·lorneids (Pellorneidae).

## Hàbitat i distribució
Viu a la vegetació secundària, matolls i bosc del nord del Vietnam, al nord-oest de Tonquín.